# 鳥山明○作劇場
『鳥山明○作劇場』（とりやまあきらマルさくげきじょう）は、集英社から発刊された漫画短編集。レーベルはジャンプ・コミックス。

## 概要
鳥山明の読み切り作品などを収録した漫画短編集。現在3巻まで出ているが、発行の間隔は非常に長く、『VOL.1』から『VOL.2』までは4年、『VOL.2』から『VOL.3』までは9年掛かっている。タイトルの「○作」は、「傑作」「駄作」など、読者が適当と思われる文字を入れてほしいとの意味で付けられた。
『VOL.2』収録の『剣之介さま』と『PINK』（『Pink みずドロボウあめドロボウ』）は、『ドラゴンボールZ 地球まるごと超決戦』を含めた3本立ての短編映画「鳥山明・ザ・ワールド」として1990年夏の東映アニメフェアでアニメ化されている。
『VOL.3』収録の『貯金戦士キャッシュマン』は後にリメイク連載され、短編アニメ化もされた。同じく『VOL.3』収録の『GO!GO!ACKMAN』は短編アニメに加えてスーパーファミコンとゲームボーイでゲーム化された。

## 作品解説

### VOL.1
1983年7月出版。ISBN 4-08-851261-8。おまけページに各作品執筆時のエピソードが漫画で描かれている。
ワンダー・アイランド
『週刊少年ジャンプ』1978年52号掲載。15頁。
鳥山のデビュー作品。漫画に初挑戦した直後の作品であり、漫画というよりカットの連続のように描かれている。実際には入選作品ではなく、紙面がたまたま空いたため、掲載された。『週刊少年ジャンプ』誌上の読者アンケートでは10数票と最下位だった。後に『Dr.スランプ』が連載された際、本作の登場キャラクターであるピーマンが1コマのみ登場している。
【ストーリー】 不思議島（ワンダー・アイランド）をさまよう元特攻隊の古巣二飛曹（ふるすにひそう）がなんとか空を飛んで日本に帰ろうと試みるが、そこでワンダー・アイランドの住人ピーマンらと出会う。
ワンダー・アイランド2（ワンダー・アイランドツー）
『週刊少年ジャンプ』1979年1月25日増刊号掲載。15頁。
『ワンダー・アイランド』の続編だが、前作から引き続き登場するのはピーマンのみ。鳥山明が好きな映画である『ダーティハリー』や『ウルトラマン』、怪獣映画やSF映画のパロディが盛り込まれており、鳥山によると「ただ怪獣が描きたくて描いた作品」。この作品に登場するハリー以外の警察官各メンバーは、後に連載される『Dr.スランプ』にも登場する。
【ストーリー】 アメリカのロス・アンギラス市（架空の都市）の警察のハリー・センボン刑事が、署長の命令により、銀行強盗を追ってワンダー・アイランドへと渡る。
ギャル刑事トマト（ギャルデカトマト）
『週刊少年ジャンプ』1979年8月15日増刊号掲載。15頁。
警察署を舞台とした漫画である。鳥山の担当編集者だった鳥嶋和彦の案により少女を主人公とした結果、読者人気はこれまでの作品と比べると高く、『週刊少年ジャンプ』のアンケートでは5位にランク入りした。この作品の評価を受け、この後少女ロボットを主人公とした『Dr.スランプ』の連載が始まる。
【ストーリー】 マイペースな18歳の少女、赤井十真都（あかいとまと）が新人婦警として活躍する。
POLA&ROID（ポラアンドロイド）
『週刊少年ジャンプ』1981年17号掲載。45頁。
『週刊少年ジャンプ』で当時行われていた「愛読者賞」作品のひとつとして描かれたギャグ漫画。この作品はエントリーしていた10作品の中で一等賞に選ばれた。『Dr.スランプ』のニコチャン大王がゲスト出演し、悪役が「アラレちゃん腕時計」をしている。時間の都合で全部サインペンで描かれているために他の作品とはタッチが異なっている。一等の褒美として、鳥山はヨーロッパ旅行に行くこととなった。
【ストーリー】 やかんの形の人工惑星ヤカンダガヤの宇宙タクシードライバー・ロイドが、天然惑星コンガラガッタの自称正義の味方の少女・ポラと出会い、ガガンボ帝国を相手に戦いを繰り広げる。
MAD MATIC（まっどまちっく）
『週刊少年ジャンプ』1982年12号掲載。45頁。
鳥山2度目の「愛読者賞」作品。タイトルの由来は映画『マッドマックス』。『マッドマックス2』にヒントを得て描かれた。
【ストーリー】 喉が渇きビールを求めてさまよっていた若者が、巨大な冷蔵庫を守る女性ニベアと幼女ムヒの元を訪れるが、不注意から冷蔵庫に封印されていた剣歯竜（サーベルドラゴン）が復活する。それと期を同じくして、ニベアをガールフレンドにしようと狙うノンスメル将軍が率いるグングン軍がその地に迫っていた。
CHOBIT（チョビット）
『週刊少年ジャンプ』1983年10号掲載。45頁。
鳥山3度目の「愛読者賞」作品。全45頁を15ページずつ分割し、3話構成としている。アメリカのテレビ番組『かわいい魔女ジニー』から主人公がイメージされている。
【ストーリー】 トントン村というド田舎に住む頼りない駐在の山野麦文（やまのむぎふみ）のもとに、小さな身体を持った宇宙人の少女チョビットが訪れ、超能力で彼をサポートする。
CHOBIT2（チョビットツー）
『フレッシュジャンプ』1983年6月号掲載。18頁。
『CHOBIT』の続編であるが、舞台を田舎の村からアメリカ風の町へと移している。鳥山が気に入っているマカロニ・ウェスタンの影響が出た作品。前作同様、人気はいまひとつだったとおまけで語られた。
【ストーリー】 前作の主人公、山野麦文がチョビットや妹たちとともに大都会タンタン町（タウン）を訪れ、町の警察官としてパトロールをする。

### VOL.2
1988年3月出版。ISBN 4-08-851469-6。おまけページでは、鳥山が漫画家になるまでのいきさつが本人の直筆によって描かれている。
本日のハイライ島（ほんじつのハイライとう）
『週刊少年ジャンプ』1979年4月20日増刊号掲載。15頁。
『VOL.1』の『ギャル刑事トマト』の前に描かれた作品。後に始まる『Dr.スランプ』のペンギン村村立中学園の先生や生徒たちに似たキャラクターが多数登場している。
【ストーリー】 ハイライ島中学校に通う少年カン太が給食を独占しようとしたところ、虫歯により歯痛に見舞われ、医者に見てもらうことになる。
ESCAPE（エスケイプ）
『週刊少年ジャンプ』1982年1月増刊号掲載。5頁。
カラーで描かれた5ページ漫画。アメリカン・コミックスに似せて描かれている。
【ストーリー】 惑星ウメコブチャを舞台に鬼ごっこが繰り広げられる。
PINK（ピンク）
『フレッシュジャンプ』1982年12月号掲載。31頁。
詳細は『PINK』の項を参照。
騎竜少年（ドラゴンボーイ）
『フレッシュジャンプ』1983年8月号、10月号掲載。其之壱15頁、其之弐21頁。
古代中国のような世界を舞台とした作品。2作描かれている。当時鳥山がよくジャッキー・チェンの映画を見ていたため、鳥嶋に「そんなに見てるなら描いてみたら」と言われ描くことになったカンフー漫画で、「好きで見るのと描くのは違う」ということで鳥山は乗り気ではなかったが、読者からの評判は良かった。鳥山の妻であるみかみなちが中国好きだったためその資料を参考にしており、背景もみかみが描いている。世間知らずな主人公、我侭なヒロイン、変身能力を持つ生物が登場する点など、後に連載が開始される『ドラゴンボール』の初期設定と共通している。
【ストーリー】 仙（せん）の国で修行を積んだカンフー少年唐童（たんとん）が、華（か）の国の戦から逃亡した姫を祖国に送り帰すために旅をする。
トンプー大冒険（トンプーだいぼうけん）
『週刊少年ジャンプ』1983年52号掲載。45頁。
冒険物語。しゃべる太陽や奇妙な恐竜が脇役として現れるなど『Dr.スランプ』のテイストを一部引き継いでいるが、ホイポイカプセルに酷似した「いろいろカプセル」の登場や後半のバトルシーン、ブルマに性格が酷似したヒロインキャラクター「プラモ」など、後の『ドラゴンボール』に受け継がれる要素も含んでいる。
【ストーリー】 宇宙偵察船「プラネット12号」の爆発から逃れた地球のサイボーグ少年トンプーが、休憩のために降り立った星で、地球人の少女プラモと出会う。2人は地球に帰るため、宇宙人の宇宙船を奪おうとする。
Mr.ホー（ミスター・ホー）
『週刊少年ジャンプ』1986年49号掲載。25頁。
『ドラゴンボール』連載中に描かれた読切作品。
【ストーリー】 戦争が終結したある日ドライブを楽しんでいた北の国出身の元兵士ミスター・ホーは、町の女性に一目ぼれしたところ、車が木に激突し故障。近くの町を訪れたホーは悪事の限りを尽くすチャイ一味の話を聞き、さらわれた女性を救うため一味と戦う。
剣之介さま（けんのすけさま）
『週刊少年ジャンプ』1987年38号掲載。17頁。
詳細は『剣之介さま』の項を参照。
SONCHOH（そんちょう）
『週刊少年ジャンプ』1988年5号掲載。18頁。
鳥山いわく、SUZUKIのジムニーが描きたかっただけの話。「主役はジムニーで村長はどうでもいいが、おじいさんを描くのは好きだった」とも語っている。
【ストーリー】 些細な悪事も見逃さないポンポン村の村長・硬岩鉄之進が、空き缶を投げ捨てた男の車を追跡する。

### VOL.3
1997年8月出版。ISBN 4-08-872053-9。VOL.1やVOL.2とは表紙のデザインやロゴは異なっている。
豆次郎くん（まめじろうくん）
『週刊少年ジャンプ』1988年38号掲載。17頁。
田舎の農村を舞台としている作品。『剣之助さま』の続きを描くことになったが、「気に入った作品だからいじりたくない」という理由から作られた。
【ストーリー】 わんぱくな6歳の少年・金時豆次郎。元プロレスラーの父親にアイスクリームを取られたことから、グレて不良になる決意をし、都会に住んでいた浄児少年に不良について聞きに行くことにする。
空丸くん日本晴れ（からまるくんにほんばれ）
『週刊少年ジャンプ』1989年13号掲載。19頁。
『剣之介さま』同様、江戸時代のような時代劇に現代的な要素をミックスした作品。
【ストーリー】 山奥で修業を積む少年忍者・空丸が、病気の祖父におつかいを頼まれ松茸を売りに街に出る。そこで自称・忍者の泥棒と出会うのだが、悪党三人組に松茸を奪われてしまう。
貯金戦士CASHMAN（ちょきんせんしキャッシュマン）
週刊少年ジャンプ増刊『ブイジャンプ』に連載。
詳細は『貯金戦士キャッシュマン』の項を参照。
DUB&PETER1（ダブとピーター1）
『Vジャンプ』1992年11月12日号から1993年4月4日号まで連載。第1話と第2話が10頁、第3話と第4話が7頁。
【ストーリー】 女たらしのダブが相棒のピートに「ウルトラコンピュータ」を積んだ頭脳を持つ車「ピーター1」を作らせ、ナンパに繰り出す。
GO!GO!ACKMAN（ゴーゴーアックマン）
『Vジャンプ』に連載。
詳細は『GO!GO!ACKMAN』の項を参照。

### 鳥山明○作劇場「改」
SHUEISHA JUMP REMIXレーベルにて発刊されたコンビニコミック。「改」は「あらため」と読む。表紙と収録作品はオリジナルと異なり、『其の弐』では『ネコマジンZ』が先行収録されている。
- 鳥山明○作劇場「改」 其の壱：2003年6月出版。ISBN 4-08-106434-2。
- 鳥山明○作劇場「改」 其の弐：2003年7月出版。ISBN 4-08-106459-8。
- 鳥山明○作劇場「改」 其の参：2004年6月出版。ISBN 4-08-106692-2。

### 鳥山明 満漢全席
『VOL.3』までの収録作品を2冊に再構成した文庫版（集英社文庫）。壹にオールカラーで『LADY RED』、貮に『宇宙人ペケ』を追加収録。貮には鳥山の2008年時のインタビューも追加され、読み切りに対する心境が掲載された。
- 鳥山明 満漢全席 壹：2008年8月出版。ISBN 4-08-618772-8。
- 鳥山明 満漢全席 貮：2008年9月出版。ISBN 4-08-618773-6。

LADY RED（レディー・レッド）
『スーパージャンプ』創刊2号（週刊少年ジャンプ1987年4月10日増刊号）掲載。3頁。
オールカラーの作品。アメリカン・コミックスのコマ割り・ページ構成を踏襲しているため、読み順が普通の漫画とは左右逆である。1993年から1995年にかけて、川崎市市民ミュージアムをはじめ全国各地で開催されたイラスト展示会「鳥山明の世界」に展示され、その図録に再録された。2008年には『スーパージャンプ』21号の別冊付録にも再録された。
【ストーリー】 悪を憎むあまり正義の使者になったレディー・レッドが、挫折を経て性技の使者になるまでを描く。
宇宙人ペケ（うちゅうじんペケ）
『週刊少年ジャンプ』1996年37・38合併号、39号掲載。前編21頁、後編19頁。
【ストーリー】 地球を偵察に来た宇宙人・ハナマール星人のペケは、水が豊富な超A級の星であることを知り有頂天になるが、宇宙船から誤って落ちてしまい、宇宙船が地球のどこかへ飛んでいってしまう。地球で宇宙船を探している最中に地上げに遭っている一家と出会い、そこで用心棒をすることになる。